# Thierry Bosc
Pour les articles homonymes, voir Bosc.
Thierry Bosc est un acteur français.

## Biographie
Il découvre le théâtre au lycée dans le milieu des années 1960. C’est à cette époque qu’il créa sa propre compagnie.

## Filmographie

### Cinéma
- 1970 : L'Aveu de Costa-Gavras
- 1985 : Vertiges de Christine Laurent
- 1993 : Louis, enfant roi de Roger Planchon : le vicomte de Turenne
- 1996 : Drancy Avenir d'Arnaud des Pallières : l'historien
- 1998 : La Mort du Chinois de Jean-Louis Benoît : le barman
- 2000 : Mortels de Samuel Jouy (court métrage) : Murdock
- 2002 : Qui a tué Bambi ? de Gilles Marchand : Général Manager
- 2003 : 7 ans de mariage de Didier Bourdon : le curé Jacques
- 2004 : Adieu d'Arnaud des Pallières : le prêtre
- 2004 : Rois et Reine d'Arnaud Desplechin : M. Mader
- 2007 : Contre-enquête de Franck Mancuso : Albin Schneider
- 2007 : Comme un chien dans une église, court métrage de Fabien Gorgeart : le père
- 2008 : Un conte de Noël d'Arnaud Desplechin : le procureur
- 2009 : Un homme à la mer de Fabien Gorgeart : Adrien

### Télévision
- 2003 : Caméra Café - épisode :  Mea culpa : Lulu, le roi des arnaques
- 2004 : Avocats et Associés - épisode #9.6 : Sexe, mensonge et thérapie : Le Juge Froment

## Théâtre
- 1970 : Les Évasions de monsieur Voisin création collective Théâtre de l'Aquarium, mise en scène Jacques Nichet, Espace Pierre Cardin
- 1971 : Les Évasions de monsieur Voisin création collective Théâtre de l'Aquarium, mise en scène Jacques Nichet, Théâtre du Huitième Lyon
- 1972 : Marchands de ville création collective Théâtre de l'Aquarium, mise en scène Thierry Bosc, Jacques Nichet, TNP, Comédie de Saint-Étienne
- 1973 : Gob ou le journal d'un homme normal, mise en scène Didier Bezace, Jacques Nichet, Théâtre de l'Aquarium
- 1974 : Tu ne voleras point, mise en scène Jacques Nichet, Théâtre de l'Aquarium
- 1976 : La jeune lune tient la vieille lune toute une nuit dans ses bras de Jean-Loup Martin Jacques Nichet, mise en scène Jacques Nichet, Théâtre de l'Aquarium
- 1976 : Lazare, lui aussi, rêvait d'Eldorado de Jean-Pierre Sarrazac, mise en scène Thierry Bosc, Le Palace
- 1978 : La Sœur de Shakespeare, mise en scène Jacques Nichet, Théâtre de l'Aquarium
- 1980 : Flaubert d'après Gustave Flaubert, mise en scène Jacques Nichet, Théâtre de l'Aquarium
- 1981 : Un conseil de classe très ordinaire de Patrick Boumard, mise en scène Jean-Louis Benoît, Comédie de Saint-Étienne, Festival d'Avignon
- 1982 : Un conseil de classe très ordinaire de Patrick Boumard, mise en scène Jean-Louis Benoît, TNP Villeurbanne
- 1983 : Dernières Nouvelles de la peste de Bernard Chartreux, mise en scène Jean-Pierre Vincent, Festival d'Avignon, Théâtre national de Strasbourg
- 1986 : Les Voix intérieures d'Eduardo De Filippo, mise en scène Claude Yersin, Nouveau théâtre d'Angers
- 1987 : Les Voix intérieures d'Eduardo De Filippo, mise en scène Claude Yersin, Théâtre de l'Est parisien
- 1987 : La Sentence des pourceaux d'Olivier Perrier, mise en scène Olivier Perrier, Hervé Pierre, Théâtre national de Strasbourg, Festival d'Avignon, Théâtre des Treize Vents
- 1988 : Le Triomphe de l'amour de Marivaux, mise en scène Jacques Nichet, Théâtre des Treize Vents
- 1989 : Le Triomphe de l'amour de Marivaux, mise en scène Jacques Nichet, Théâtre des Treize Vents, Théâtre de la Ville, Théâtre national de Strasbourg
- 1989 : En attendant Godot de Samuel Beckett, mise en scène Claude Yersin, Nouveau théâtre d'Angers, Théâtre national de Strasbourg
- 1993 : Henry VI de William Shakespeare, mise en scène Stuart Seide, Théâtre de Gennevilliers, Théâtre de la Métaphore, La Filature
- 1993 : Œdipe à Colone de Sophocle, Eschyle, Thucydide, Festival d’Avignon
- 1994 : Henry VI de William Shakespeare, mise en scène Stuart Seide, Festival d’Avignon, Théâtre de Gennevilliers, tournée
- 1995 : Henry VI de William Shakespeare, mise en scène Stuart Seide, La Ferme du Buisson, Théâtre de Nice
- 1996 : L'Anniversaire de Harold Pinter, mise en scène Stuart Seide, Centre dramatique régional Poitou-Charentes, Les Gémeaux
- 1998 : La Nuit des rois de William Shakespeare, mise en scène Hélène Vincent, Théâtre de la Ville
- 1999 : Danser à Lughnasa de Brian Friel, mise en scène Irina Brook, Théâtre Vidy-Lausanne, MC93 Bobigny, tournée
- 1999 : Chat et souris (moutons) de Gregory Motton, Ramin Gray, Théâtre de Gennevilliers
- 2000 : Résonances de Katherine Burger, mise en scène Irina Brook, Théâtre de l'Atelier
- 2000 : La Fin d'un monde ou presque, Le Simple et la Statue, Opération à cœur ouvert de Christian Caro, mise en scène de l'auteur, Rencontres d'été de la Chartreuse de Villeneuve-lès-Avignon
- 2000 : Ubu d'après Alfred Jarry, Gary Stevens, mise en scène Dan Jemmett, Théâtre de Nice, Théâtre de la Cité internationale
- 2001 : Tableau d'une exécution de Howard Barker, mise en scène Hélène Vincent, Théâtre du Gymnase, Le Quartz, Nouveau théâtre d'Angers, Théâtre national de Toulouse Midi-Pyrénées, Théâtre des Célestins, tournée
- 2002 : Tableau d'une exécution de Howard Barker, mise en scène Hélène Vincent, tournée
- 2003 : Robinson, voyage au pays de nulle part d'après Daniel Defoe, mise en scène Bérangère Jannelle, Nouveau Théâtre de Montreuil, Théâtre de la Manufacture, Nouveau théâtre d'Angers
- 2003 : Quêteur de la mort de Gao Xingjian, mise en scène Romain Bonnin, Théâtre du Gymnase
- 2003 : La vie est un songe de Pedro Calderón de la Barca, mise en scène Guillaume Delaveau, Théâtre national de Toulouse Midi-Pyrénées, tournée
- 2004 : La vie est un songe de Pedro Calderón de la Barca, mise en scène Guillaume Delaveau, Théâtre Nanterre-Amandiers, tournée
- 2004 : Les Crabes ou les Hôtes et les Hôtes de Roland Dubillard, mise en scène Caterina Gozzi, Théâtre du Rond-Point
- 2004 : Femmes, gare au femmes de Thomas Middleton, mise en scène Dan Jemmett, Théâtre Vidy-Lausanne, Théâtre de la Ville
- 2005 : Femmes, gare au femmes de Thomas Middleton, mise en scène Dan Jemmett, Théâtre de la Croix-Rousse
- 2005 : La vie est un songe de Pedro Calderón de la Barca, mise en scène Guillaume Delaveau, tournée
- 2005 : Pieds nus dans le parc de Neil Simon, mise en scène Steve Suissa, Théâtre Marigny
- 2006 : Bobby Fischer vit à Pasadena de Lars Norén, mise en scène Renaud-Marie Leblanc, La Criée
- 2006 : Fin de partie de Samuel Beckett, mise en scène Bernard Lévy, Théâtre de l'Athénée-Louis-Jouvet, MC2, Théâtre de Bourg-en-Bresse, tournée
- 2007 : Bobby Fischer vit à Pasadena de Lars Norén, mise en scène Renaud-Marie Leblanc, La Criée, Théâtre des Treize Vents, Théâtre National de Nice
- 2007 : Le Roi Lear de William Shakespeare, mise en scène André Engel, tournée
- 2008 : Fin de partie de Samuel Beckett, mise en scène Bernard Lévy, Théâtre national de Toulouse Midi-Pyrénées, Maison de la Culture de Bourges, Théâtre de la Croix-Rousse, tournée
- 2008 : Elle t'attend de Florian Zeller, mise en scène de l'auteur, Théâtre de la Madeleine,
- 2009 : En attendant Godot de Samuel Beckett, mise en scène Bernard Lévy, Théâtre de l'Athénée-Louis-Jouvet, Théâtre de Bourg-en-Bresse, Comédie de Reims, MC2, tournée
- 2010 : En attendant Godot de Samuel Beckett, mise en scène Bernard Lévy, Théâtre de la Manufacture, tournée
- Lettres aux Provinciales, m.e.s. par Yaël Elhadad et Thierry Bosc, novembre 2004
- Espèce humaine, novembre 2006
- Médée, décembre 2010
- La Comédie des erreurs, janvier 2011
- 2017 : Le froid augmente avec la clarté, d'après Thomas Bernhard, mise en scène Claude Duparfait, Théâtre national de Strasbourg, Théâtre national de la Colline
- 2019 : Ruy Blas de Victor Hugo, mise en scène Yves Beaunesne
- 2021 : Dissection d'une chute de neige de Sara Stridsberg mise en scène de Christophe Rauck
- 2022 : Mais qui est monsieur Schmitt ? de Sébastien Thiéry, mise en scène Jean-Louis Benoît, avec Stéphane De Groodt, Valérie Bonneton, Renaud Rutten et Steven Dagrou
- 2022 : Richard II de William Shakespeare, mise en scène Christophe Rauck

## Doublage
- 2022 : R.M.N. : M. Baciu (Ovidiu Crișan)